# 全日本断酒連盟
公益社団法人全日本断酒連盟（ぜんにほんだんしゅれんめい）は、アルコール乱用問題に取り組むソーシャルワーク関連の団体。全国各地にある断酒会の連絡組織であるが、加盟していない断酒会も存在する。
以前は厚生労働省所管の社団法人で1963年（昭和38年）に設立された。

## 沿革
- 1963年11月 - 全日本断酒連盟結成[1]
- 1970年8月 - 社団法人全日本断酒連盟設立
- 1984年 - 機関紙「かがり火」創刊
- 2011年4月 - 公益社団法人に移行

## 事業
- 次の事業を行う。

1. 酒害の啓蒙
2. 酒害に関する調査及び研究並びに資料の頒布
3. 講演会、講習会等の開催
4. 全国各地にわたる地域断酒組織の結成促進
5. 断酒活動の指導者の育成
6. 断酒道場の開設とその運営
7. 酒害相談
8. 問題飲酒者更生全国大会及び地区ブロック会の開催
9. 専門紙の発行